# Joseph Blackburn
Joseph Blackburn fue un pintor retratista del siglo XVIII en los Estados Unidos.

## Biografía
Nacido en la primera mitad del XVIII, al parecer habría sido hijo de un pintor. Blackburn, que habría tenido un estudio en Boston en 1750-1765, pintó para diversas familias notables de la época, como los Apthorp, Amory, Bulfinch, Lowell, Ewing, Saltonstall, Winthrop, Winslow y Otis de Boston. Algunos de sus retratos pasaron a la colección de la biblioteca pública de Lexington y a la de la Massachusetts Historical Society, pero la mayor parte quedaron en manos privadas por todo el país, buena parte de ellos en Boston. John Singleton Copley fue pupilo suyo. Se dice que habría terminado abandonando su estudio de Boston, celoso del mayor éxito de Copley. Algunas de las pinturas de Blackburn, que cultivó el retrato, fueron atribuidas a Copley. Habría fallecido en la segunda mitad del siglo XVIII.